# Suračevo
Suračevo (izvirno srbsko Сурачево) je naselje v Srbiji, ki upravno spada pod Občino Babušnica; slednja pa je del Pirotskega upravnega okraja.

## Demografija
V naselju živi 369 polnoletnih prebivalcev, pri čemer je njihova povprečna starost 46,2 let (44,9 pri moških in 47,6 pri ženskah). Naselje ima 136 gospodinjstev, pri čemer je povprečno število članov na gospodinjstvo 3,26.
|  |

| Demografija | Demografija     | Demografija     |
| Leto        | Št. prebivalcev | Št. prebivalcev |
| ----------- | --------------- | --------------- |
|             |                 |                 |
|             |                 |                 |
|             |                 |                 |
|             |                 |                 |
| 1948        | 802             |                 |
| 1953        | 774             |                 |
| 1961        | 682             |                 |
| 1971        | 593             |                 |
| 1981        | 536             |                 |
| 1991        | 497             | 497             |
| 2002        | 444             | 444             |
|             |                 |                 |

| Etnična sestava po popisu iz leta 2002 | Etnična sestava po popisu iz leta 2002 | Etnična sestava po popisu iz leta 2002 | Etnična sestava po popisu iz leta 2002 | Etnična sestava po popisu iz leta 2002 |
| -------------------------------------- | -------------------------------------- | -------------------------------------- | -------------------------------------- | -------------------------------------- |
| Srbi                                   | Srbi                                   |                                        | 442                                    | 99,54%                                 |
| Romi                                   | Romi                                   |                                        | 1                                      | 0,22%                                  |
| Neznano                                | Neznano                                |                                        | 1                                      | 0,22%                                  |